# Penitentie
De penitentie is een boetedoening in de vorm van gebeden of goede werken, die na de belijdenis en absolutie van de zonden in de biecht door de priester aan de biechteling wordt opgelegd. De priester legt naargelang de zonden een overeenkomende penitentie op. 
Het Nederlandse strafrecht kent het penitentiair recht waaronder de penitentiaire inrichtingen vallen.